# Yale Bulldogs
Yale Bulldogs är en idrottsförening tillhörande Yale University och har som uppgift att ansvara för universitetets idrottsutövning.

## Idrotter
Bulldogs deltager i följande idrotter:
| Herrar - Amerikansk fotboll - Baseboll - Basket - Fotboll - Friidrott - Fäktning - Golf - Ishockey - Lacrosse - Rodd - Simning - Simhopp - Squash - Tennis - Terränglöpning | Damer - Basket - Fotboll - Friidrott - Fäktning - Golf - Gymnastik - Ishockey - Lacrosse - Landhockey - Rodd - Segling - Simning - Simhopp - Softboll - Squash - Tennis - Terränglöpning - Volleyboll | Samkönad - Segling |

## Idrottsutövare

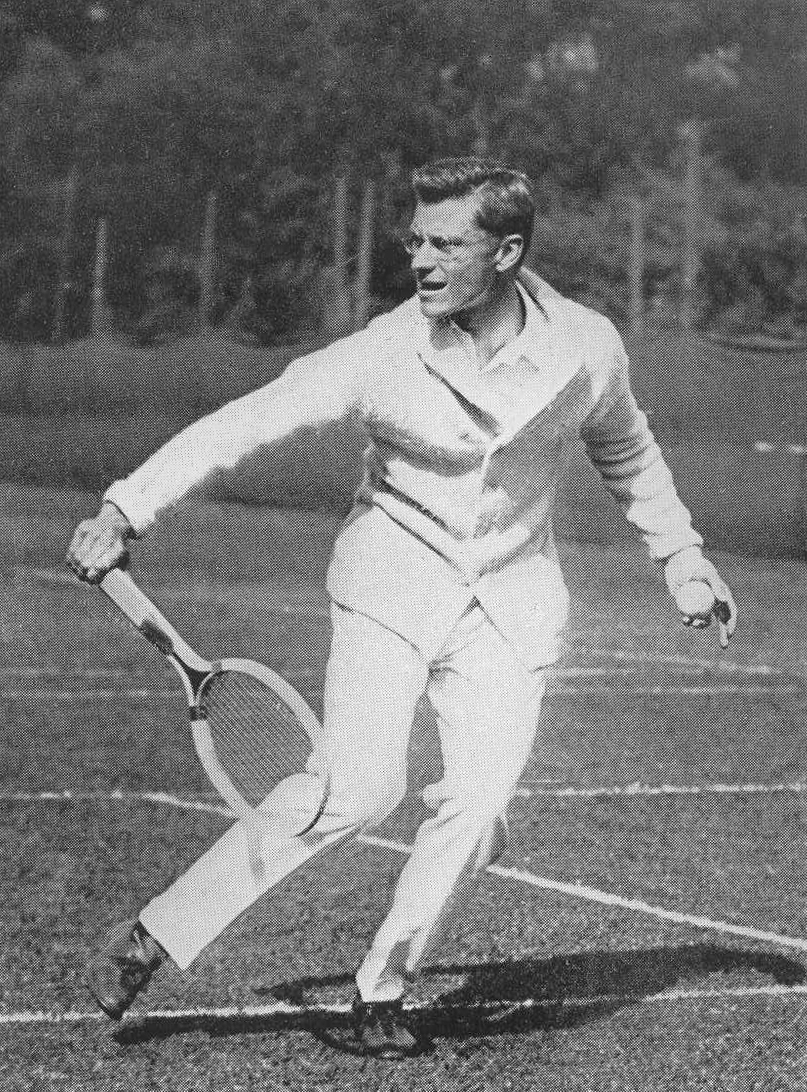
Karl Behr.

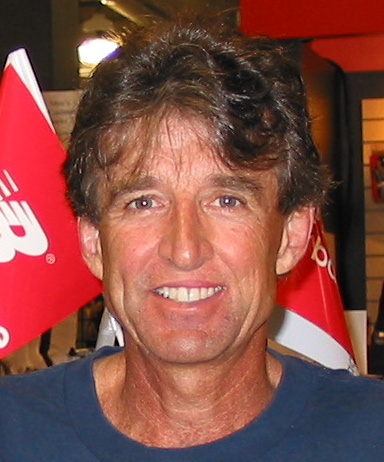
Frank Shorter.

| Baseboll - George H.W. Bush Basketboll - Miye Oni Fotboll - Ryan Raybould Friidrott - Clarence Childs - Jim Fuchs - Wendell Mottley - Frank Shorter Fäktning - Sada Jacobson Ishockey - Kenny Agostino - Mark Arcobello - John Bent - John Hayden - Christopher Higgins - Phil Kemp - Broc Little - Alex Lyon | - Andrew Miller - Brad Mills - Rob O'Gara - Brian O'Neill - Winthrop Palmer - Joe Snively - Jack St. Ivany - Phoebe Stänz - Billy Sweezey - Randy Wood Rodd - Taylor Ritzel - Anne Warner - Josh West Segling - J.J. Isler - Jonathan McKee Tennis - Karl Behr - Harold Hackett - Renée Richards |